# Asociación Mercosur de Normalización
La Asociación Mercosur de Normalización (AMN) es el organismo responsable de la normalización técnica del Mercosur. La AMN tiene por finalidad la promoción y el desarrollo de la normalización y de actividades relacionadas, como la calidad de productos y servicios en los países miembros del Mercosur, con especial énfasis para el desarrollo industrial, científico y tecnológico en beneficio de la integración económica y comercial, y del intercambio de bienes y la prestación de servicios, facilitando a su vez la cooperación en las esferas técnica, científica, económica y social.
La AMN desarrolla sus actividades de normalización por intermedio de Comités Sectoriales MERCOSUR (CSM) los cuales representan los sectores económicos de la sociedad y tienen por finalidad el establecimiento de los programas sectoriales de normalización y la conducción del proceso de elaboración y armonización de normas para su posterior aprobación por la AMN.

## Historia
En la reunión del Subgrupo de Trabajo (SGT) N°3 realizada del 30 de octubre al 1 de noviembre de 1991 en Montevideo, Uruguay, a la cual asistieron oficialmente invitados representantes de los organismos de normalización de los cuatro países miembros, se decidió la creación del Comité MERCOSUR de Normalización (CMN) como asociación civil sin fines de lucro, no gubernamental, la cual fue reconocida a través del Grupo Mercado Común por su Resolución Nº2/92.
A partir de 4 de abril de 2000 luego del convenio firmado con el Grupo Mercado Común, el Comité pasó a denominarse Asociación Mercosur de Normalización y se transformó en el único organismo responsable por la gestión de la normalización voluntaria en el ámbito del MERCOSUR.

## Composición
Los Organismos Nacionales de Normalización que integran la AMN son:
- Argentina:  Instituto Argentino de Normalización y Certificación (IRAM);
- Brasil:  Asociación Brasilera de Normas Técnicas (ABNT);
- Uruguay:  Instituto Uruguayo de Normas Técnicas (UNIT);
- Paraguay:  Instituto Nacional de Tecnología, Normalización y Metrología (INTN);